# Malvi
Malvi est une race bovine indienne. Elle peut aussi porter les noms de manthani ou mahadeopuri.

## Origine
C'est une race indienne élevée dans l'état du Madhya Pradesh. C'est une population locale assez homogène qui ne dispose pas de livre généalogique. 
Elle ressemble à la race kankrej et tire son nom de la région de Mâlvâ. 

## Morphologie

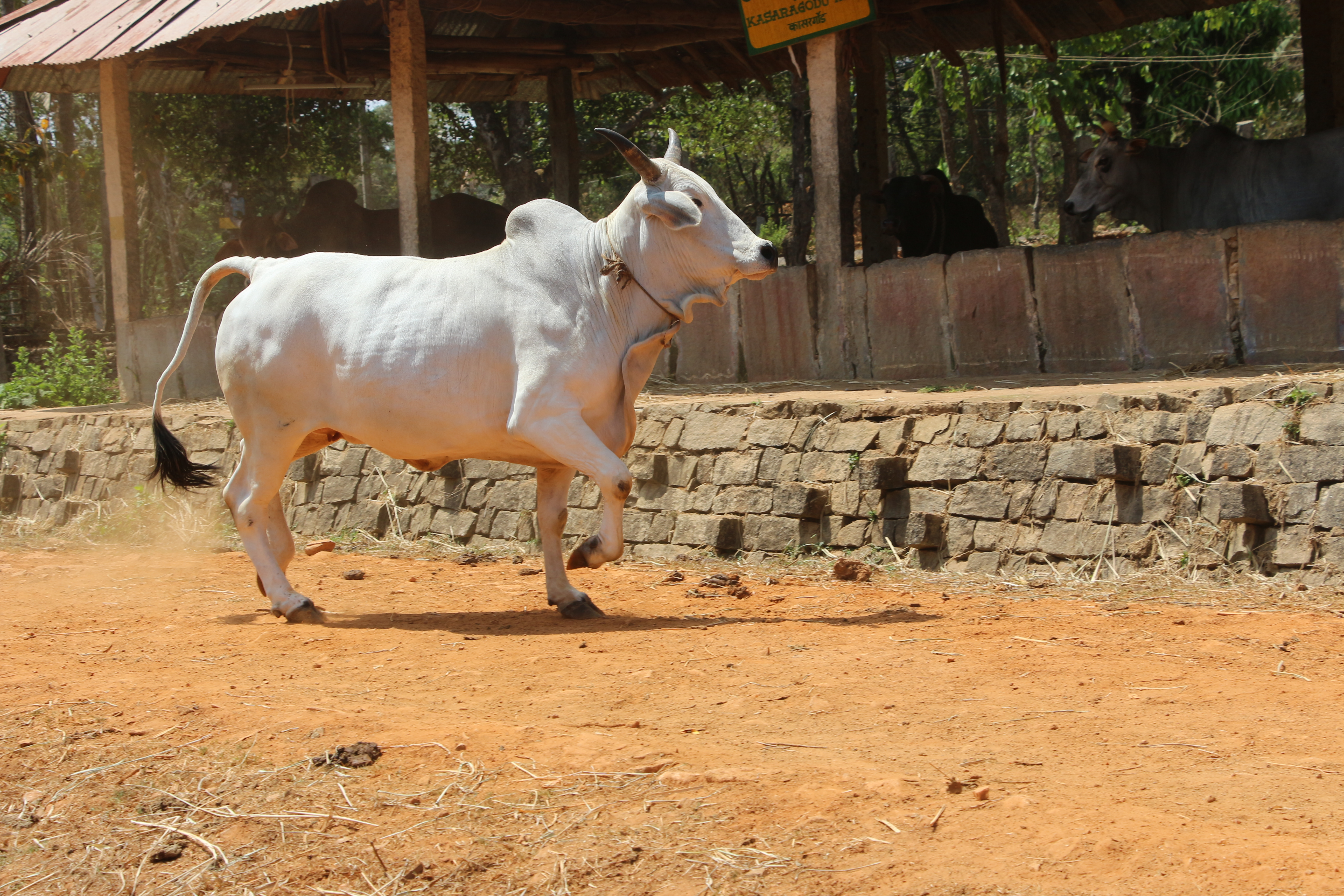
Vache malvi.

La vache porte une robe blanche  et le taureau est gris acier surtout au niveau du garrot et de l'arrière train. Elle porte des cornes perpendiculaires au crâne. Elle est de taille moyenne, voire grande en terrain favorable. L'aspect est court et compact sans être massif avec de fines pattes musclées.

## Aptitudes
C'est une bonne race de travail, puissante et endurante ; elle excelle à la traction de charrette sur des routes de mauvaise qualité, comme pour les outils agricoles dans les champs. La vache est piètre laitière en élevage traditionnel, son lait étant juste suffisant au veau, mais en ferme de sélection, elle peut produire environ 2 700 kg de lait par lactation .

## Mesures de conservation
L'état de Mahya Pradesh a mis en place des mesures de conservation de la population en pure race. Un ferme expérimentale sélectionne les meilleurs individus et des taureaux sont mis à dispositions des petits agriculteurs en monte publique..

## Sources

### Note
1. ↑  La production laitière est généralement exprimée en kilogramme plutôt qu'en litre dans la littérature spécialisée.